# 3匹の子ブタロック
『3匹の子ブタロック』（Three Little Bops、1957年1月5日）は、アメリカの映画会社のワーナー・ブラザース短編アニメシリーズのルーニー・テューンズ作品の一つ。

## 製作スタッフ
- 監督　フリッツ・フレレング
- 製作　エディ・セルツァー
- 原画　ジェリー・チャイニクィー、ボブ・マーズ
- 音楽　ショーティー・ロジャーズ
- 声優　スタン・フレバーグ
- レイアウト　ホーリー・プラット
- 背景画　アーヴ・ワイナー
- フィルム製作　トレッグ・ブラウン

## 内容
あるところに音楽が好きな子ブタの3兄弟がいた。その子ブタ兄弟は、今夜も藁のナイトクラブでジャズを奏でる。客たちがそのジャズの虜になっている時に、オオカミが現れた。

そのオオカミは子ブタ兄弟が奏でるジャズを褒め、握手をするや否やにトランペットを出してジャズとともに演奏をした。その子ブタ兄弟のジャズバンドに入りたかったからである。
しかしそのオオカミはトランペットが下手であった。あきれた子ブタ兄弟はオオカミを追い出した。諦めないオオカミはトランペットに強い息を吹きかけると、藁でできたナイトクラブは吹っ飛んでしまった。

そのナイトクラブはなくなったが、子ブタ兄弟は移動して、木のナイトクラブにてジャズを演奏した。そこへまたもやオオカミが現れた。

オオカミはまた下手な演奏をし、追い出される。激怒したオオカミはまたも木のナイトクラブを吹っ飛ばしてしまう。子ブタ兄弟たちはレンガのナイトクラブに移動して演奏を再開した。

さすがのオオカミもレンガは吹っ飛ばせない。そこで、変装して入ろうと試みたが、どれも失敗する。最後にはダイナマイトでナイトクラブごと破壊してしまおうとしたが、自分が爆破。

そしてオオカミはいなくなった（ここで色々な場所がクローズアップされる）。オオカミがいたのは地獄。そこで上手にトランペットが吹けるようになり、子ブタからも「熱い（地獄が）のにクールだ」とその上手さを認められ、幽体となってジャズバンドに加わるオオカミだった。

## 概要
- 「三匹の子豚」のストーリーをロック調のミュージカル仕立てにアレンジした作品である。
- 声優のクレジットにメル・ブランク以外の名前が記された2作品のうちの1つであり、この頃メル・ブランクは1作品当たりのギャラに関してワーナーと交渉したのちに、ギャラはそのままだが代わりに未出演の作品にも名前を載せる（または他の声優の名前を載せない）ことで落ち付いた。

## 収録
- ルーニー・テューンズコレクション【オール・スターズ3】DVD　(現行吹き替え版)
- ルーニー・テューンズコレクション【魅惑のメロディ編】1コインDVD　(現行吹き替え版)

## 日本でのテレビ放映
カートゥーン ネットワークのバッグス・バニー ショーにて放送されている。

## 関連作品
- 「子ぶたのポルカ（原題：Pigs in a Polca）」

同監督による1943年の作品で、1942年度アカデミー賞ノミネート作品である。今作と同じように「3匹の子ブタ」をミュージカル形式の作品の題材に使っている。